# Fitopatologija
Fitopatologija (lat. "phyton" = biljka; "pathos" = bolest, patnja; "logos" = nauka) je znanost o biljnim bolestima. Bavi se proučavanjem patogenih mikroorganizama i abiotičkih faktora koji izazivaju biljne bolesti, mehanizmom njihovog nastanka, interakcijom uzroka i oboljele biljke i pronalaženjem mjera za njihovo suzbijanje. 
Bolest je patološki proces koji nastaje kao rezultat djelovanja parazita, biljke domaćina i utjecaja faktora sredine. Bolešću se označavaju promjene u morfološkim i fiziološkim osobinama biljaka, koje ugrožavaju njihov razvitak, smanjuju prinos i pogoršavaju kvalitetu i na kraju izazivajući njihovo propadanje. Bolest je serija vidljivih i nevidljivih odgovora biljnih stanica i tkiva na patogene mikroorganizme ili faktore vanjske sredine koji rezultiraju promjenama oblika, funkcije ili integriteta biljaka. Patogeni djeluju na biljku enzimima, toksinima ili regulatorima rasta, kako bi si osigurali hranu. Patološki proces obuhvaća i reakciju biljke na akciju patogena i to u velikoj mjeri zavisi od čimbenika okoline.